# Johann Ernst Plamann
Johann Ernst Plamann (né le 22 juin 1771 à Rzepczyno, arrondissement de Belgard (de) et mort le 3 septembre 1834 à Berlin) est un pédagogue allemand. Partisan de l'Éducation nouvelle, il est le fondateur du Plamannsche Erziehungsanstalt.

## Biographie
En 1790, il devient étudiant en théologie à Halle jusqu'en 1793. En 1797, il revient à Berlin et enseigne dans des écoles privées. Sur le conseil du poète Christoph August Tiedge, il lit les écrits de Johann Heinrich Pestalozzi et part le rencontrer chez lui à Berthoud. Le 8 mai 1803, il est reçu aimablement. Il est convaincu par sa méthode et, à son retour en 1803, demande une licence qui est acceptée. Il ouvre sa propre école en 1805.
en 1812, l'école est considérée comme une institution éducative. De nombreuses personnalités enseignent ici : Friedrich Friesen, Friedrich Ludwig Jahn, Wilhelm Harnisch (de), Karl August Gottlieb Dreist (de), Ernst Wilhelm Bernhard Eiselen (de), Karl Friedrich Klöden (de), Friedrich Fröbel, Ernst Ferdinand August (de)...
Pour ses réalisations, Plamann reçoit le titre de professeur le 8 mai 1818. Il devient ensuite la victime des décrets de Carlsbad, son établissement est menacé, des professeurs s'en vont ou sont mis en prison. De plus, sa santé est fragile.
Il doit fermer son institution en 1827. Il part faire de nombreuses cures, mais meurt en 1834.